# Regina Diaz
Regina Diaz è un'opera lirica in due atti di Umberto Giordano su libretto di Giovanni Targioni-Tozzetti e Guido Menasci. Fu rappresentata per la prima volta il 5 marzo 1894 al Teatro Mercadante di Napoli.
Gli interpreti furono i seguenti:
| Personaggio       | Interprete        |
| ----------------- | ----------------- |
| Ferrante Diaz     | Carlo Buti        |
| Regina Diaz       | Concetta Bordalba |
| Mario Sanseverino | Giovanni Apostolu |
| Fra Benedetto     | Lodovico Contini  |

Direttore era Rodolfo Ferrari.
Il debutto ebbe un «buon esito, molti applausi e richieste di bis dei pezzi più salienti.»
Il soggetto dell'opera è lo stesso che era servito per la Maria di Rohan di Gaetano Donizetti.

## Trama
L'azione ha luogo a Napoli, circa nel 1700.
Il conte Mario Sanseverino ordisce un complotto per liberare Napoli dai dominatori spagnoli, ma allo stesso tempo è amante di Regina, moglie del governatore spagnolo Ferrante Diaz. Quando il complotto viene scoperto, Ferrante, memore della sua amicizia con il padre di Mario, fa in modo che il giovane rimanga in libertà.
Mario progetta di rapire Regina e fuggire con lei, ma giunge dalla donna proprio mentre Ferrante cerca di ucciderla, poiché ha scoperto, da certe carte che Mario aveva affidato al frate Benedetto, la relazione tra Mario e la moglie. Regina si salva grazie all'intervento di Fra Benedetto, ma Ferrante sfida Mario a duello e lo uccide, poi condanna Regina a trascorrere in convento il resto dei suoi giorni.